# مارشا هافرکت
مارشا هاف‌رِکت (انگلیسی: Marcia Haufrecht؛ زادهٔ ۳ ژانویهٔ ۱۹۳۷) یک هنرپیشه، مدرس بازیگری، نمایش‌نامه‌نویس و کارگردان تئاتر اهل ایالات متحده آمریکا است. وی از سال ۱۹۵۴ میلادی تاکنون مشغول فعالیت بوده‌است.
از فیلم‌ها یا مجموعه‌های تلویزیونی که وی در آن‌ها نقش داشته‌است می‌توان به بعدازظهر سگی، تهیه‌کنندگان، شنونده شب و بازی برد-برد اشاره نمود.